# Gele trui (Ronde van Frankrijk)

Gele trui van Gilbert Desmet 1963 (collectie KOERS. Museum van de Wielersport)

De gele trui (Frans: maillot jaune) is het shirt waarin de leider van het algemeen klassement van de wielersport-wedstrijd de Tour de France rijdt en als zodanig herkenbaar is. 

## Geschiedenis
De oprichter van de Tour de France, Henri Desgrange, kwam voortdurend met prikkels en vernieuwingen om de sportieve strijd interessanter te maken. Tegelijkertijd beoogde hij daarmee om meer omzet voor zijn krant te genereren.
Eén zo'n idee betrof de invoering van een leiderstrui, om de leider van het algemeen klassement te herkennen. Omdat de trui elke dag opnieuw uitgereikt zou worden verwachtte Desgrange aanvallen en meer spektakel. De eerste gele trui werd uitgereikt na afloop van de tiende etappe tijdens de ronde van 1919. Eugène Christophe was de eerste drager van de trui, Firmin Lambot de eerste eindoverwinnaar, die in Parijs de trui mocht aanttrekken.
De kleur geel werd gekozen omdat de organiserende krant, l'Auto, op geel papier werd gedrukt.

## Andere truien
In navolging van een gele trui voor het algemeen klassement zijn in de loop der jaren ook leiderstruien ingevoerd voor de diverse nevenklassementen in de Ronde van Frankrijk. Zo is er een groene trui voor het puntenklassement, een witte trui voor het jongerenklassement en de zogenaamde bolletjestrui, een witte trui met rode stippen voor het bergklassement.

## Andere wedstrijden
Het voorbeeld van de gele trui is nadien ook gevolgd door andere wedstrijden. De Ronde van Italië voerde eveneens een leiderstrui in. Deze werd evenwel roze, omdat de organiserende krant op roze papier werd gedrukt. De Ronde van Nederland kende een oranje leiderstrui. In de Eneco Tour draagt de leider een rode trui, evenals in de huidige Ronde van Spanje. In de Ronde van België is er een zwarte trui voor de leider.
Veel etappewedstrijden, hebben destijds het geel en groen van de Ronde van Frankrijk gekopieerd. Zo is de leiderstrui in de Criterium Du Dauphiné, Parijs - Nice, Ronde van Oostenrijk, Tour de L'Avenir en de Ronde van Polen ook geel. In de Ronde van Spanje was de leiderstrui van 1955 tot 1976 ook geel.

## Publicitaire waarde van de gele trui
Het rijden in de gele trui in de Ronde van Frankrijk is voor veel wielrenners een doel op zich geworden en wordt door velen beschouwd als minstens zo belangrijk, of belangrijker zelfs, dan het winnen van een etappe. Met name in de eerste week van de Ronde, als het parkoers nog betrekkelijk vlak is en de tijdverschillen gering, is er veel strijd tussen wielrenners om de trui te bemachtigen. Soms komt het voor dat twee renners, die een voorsprong nemen op het peloton, onderling afspreken dat de best geklasseerde de trui mag bemachtigen als hij de overwinning in de etappe aan de ander gunt. Deze sportieve en publicitaire waarde wordt veel minder gehecht aan de leiderstruien van andere wedstrijden.

## Trivia
- Het hoogste aantal verschillende renners dat in één Tour de gele trui mocht dragen was 8. Dit gebeurde tweemaal; in 1958 en 1987.
- De gele trui bracht niet voor iedereen geluk, vijftien renners in totaal staakten de strijd in de gele trui.
- De Belg Eddy Merckx heeft het hoogste aantal gele truien in de Tour in ontvangst mogen nemen, namelijk 97.
- In 1935 won de Belg Romain Maes de Tour door alle dagen de gele trui te dragen.
- In 1961 won Jacques Anquetil de Tour op dezelfde manier als Maes.[2].

## Voorvallen met de gele trui
- De eerste drager van de gele trui, de Fransman Eugène Christophe, was helemaal niet zo blij met deze trui. De oorzaak was dat hij vond dat hij in de koers te zeer herkenbaar zou zijn voor zijn tegenstanders en dat deze zich hierdoor beter op de leider in het klassement konden concentreren.
- De Belgische ploeg kwam in 1937, vier etappes voor het einde, niet aan de start uit protest vanwege partijdige jury. Sylvère Maes reed toen in een gewonnen positie in de gele trui.
- De Italiaan Fiorenzo Magni verliet in 1950, na de 11e etappe, in het geel de Tour na vervelende incidenten met supporters, gezamenlijk met de complete Italiaanse ploeg. De latere winnaar Ferdi Kübler weigerde als gevolg daarvan in de 12e etappe in het geel van start te gaan.
- Wim van Est viel op 17 juli 1951 in de gele trui in de afdaling van de Col d'Aubisque in het ravijn en moest opgeven.
- Ook weigerde Eddy Merckx, tijdens de Ronde van 1971 de gele trui te dragen daags na de zware val en opgave van Luis Ocaña, die toen sterk aan de winnende hand was.
- Tijdens de Ronde van 1980 gaf Bernard Hinault na de tijdrit te Pau op, nadat hij eerder die dag de gele trui had ontvangen. De nummer twee van het klassement, Joop Zoetemelk, verkoos de volgende dag niet in het geel te starten, ook al zou hij dat mogen. Aan het einde van die dag stond hij officieel eerste, en daarna reed hij in het geel.
- Pascal Simon brak in de 10e etappe van de Tour 1983 in de gele trui zijn schouderblad en reed daarmee in het geel nog zes dagen verder.
- In de tweede etappe van 1998 moest geletruidrager Chris Boardman na een valpartij, met een hersenschudding als gevolg, opgeven.
- Op 25 juli 2007 werd Michael Rasmussen, die op dat moment al acht dagen in het geel reed, na de door hem zelf gewonnen etappe door zijn ploeg uit de koers gezet en op staande voet ontslagen. Hij zou de interne regels van de ploeg overtreden hebben door onvoldoende openheid te geven over zijn verblijfplaats voorafgaand aan de tour. Op 26 juli startte de etappe dus zonder gele trui.
- In de derde etappe van de Tour van 2015 kwam Zwitserse geletruidrager Fabian Cancellara ten val en brak daarbij enkele ruggenwervels, hij kwam niet aan de start van de vierde etappe.
- In de zesde etappe van de Tour de France 2015 brak geletruidrager Tony Martin zijn sleutelbeen en moest de strijd staken. De nieuwe leider, Chris Froome, koos ervoor om de gele trui niet te dragen; zodoende reed in de zevende etappe niemand in het geel.